# Spriggina
Spriggina je rod vyhynulých organismů, zástupce ediakarské fauny. Byla článkovaným živočichem, u něhož je zřejmě možné rozlišit hlavový a ocasní konec. Obvykle bývá přirovnávána k mořským mnohoštětinatým červům či považována za prvotního trilobita. Její přesný původ je nejasný. Je možné, že již byla dravá, pokud by to tak skutečně bylo, tak by byla jedním z prvních predátorů.
Pojmenován je po objeviteli fosilií ediakarské fauny Reginaldu Spriggovi.

## Popis
Spiggina měla podkovovitou hlavu a tělo tvořené přibližně 40 články se středovou linií patrnou na zádech a ocasu. Byla dlouhá okolo tří centimetrů.